# Setapius raunophila
Setapius raunophila är en insektsart som beskrevs av Dlabola 1994. Setapius raunophila ingår i släktet Setapius och familjen kilstritar.
Artens utbredningsområde är Syrien. Inga underarter finns listade i Catalogue of Life.